# زمین‌لرزه ۲۰۰۴ پاکستان
زمین‌لرزه پاکستان در تاریخ ۱۴ فوریه ۲۰۰۴ میلادی، برابر با ‎۲۵ بهمن ۱۳۸۲، ساعت ۱۰:۳۰:۲۲ به زمان یوتی‌سی در پاکستان رخ داد. ژرفای این زلزله ۱۱ کیلومتر بود، و بزرگی آن ۵٫۴ در مقیاس Mw اعلام شده‌است. زمین‌لرزه به وقت محلی در روز شنبه، ساعت ۱۵ روی داده و منطقه زمانی آن یوتی‌سی +۵ بوده‌است.
سازمان زمین‌شناسی آمریکا نیز رومرکز این زمین‌لرزه را در مختصات ۳۴°۴۶′۲۶″شمالی ۷۳°۱۲′۵۸″شرقی / ۳۴٫۷۷۴°شمالی ۷۳٫۲۱۶°شرقی و ژرفای آن را در ۱۱ کیلومتر گزارش کرده‌است. بزرگی برگزیدهٔ این سازمان از میان بزرگی‌های محاسبه‌شدهٔ مختلف ۵٫۵ در مقیاس Mw بوده و از دید اثر، در میان چهار دسته‌بندی «نامحسوس»، «محسوس»، «زیان‌آور» یا «با تلفات»، زلزله را «با تلفات» اعلام کرده‌است. بیش از ۱۴۲۰ ساختمان در زمین‌لرزه خراب شده‌است. رانش زمین در آن به وجود آمده‌است.
پروژهٔ «تنسور گشتاور مرکزوار» زاویه‌های (راستا، شیب، ریک) گسل سازندهٔ زمین‌لرزه و صفحه عمود بر آن را (°۱۱۱، °۴۹، °۵۷) یا (°۳۳۶، °۵۱، °۱۲۲) و نوع گسل را«معکوس» فرارسانده‌است.
شمار کشتگان زلزله حدود ۱۰ نفر بوده‌است. تعداد زخمیان ۴۰ نفر برآورده شده‌است. بی‌خانمان شدگان نیز ۲۳۲۰ نفر اعلام شده‌است.